# カンバーランド公
カンバーランド公（カンバーランドこう、英語: Duke of Cumberland）は、イギリス王家の一員に与えられた公爵位。イングランド北部のカンバーランド（現在はカンブリア州に属する）に由来する。「カンバーランド公」として3度、カンバーランド＝ストラサーン公として1度、カンバーランド＝テヴィオットデイル公として1度創設された。

## 歴史

### 第1期
1525年に創設されたカンバーランド伯爵位が5代伯ヘンリー・クリフォード(1591-1643) の死とともに廃絶されると、翌1644年1月24日にイングランド王チャールズ1世の甥ルパート・オブ・ザ・ライン (1619-1682) がイングランド貴族であるカンバーランド公爵とヨークシャーにおけるホルダーネス伯爵に叙された。ルパートはイングランド内戦で国王軍の指揮官を務め、王政復古の後は枢密顧問官に任命され、王立協会フェローにも選出されたものの、生涯未婚で嫡子を残さず、1682年に死去するとカンバーランド公爵の爵位は廃絶した。

### 第2期
アン王女（1702年にアン女王としてイングランド、スコットランドおよびアイルランド女王に即位）の夫でデンマーク王フレデリク3世の息子であるジョージ・オブ・デンマーク（デンマーク語名ヨウエン）は、1689年4月6日にイングランド貴族であるバークシャーにおけるオッキンガム男爵、ウェストモーランドにおけるケンダル伯爵、カンバーランド公爵に叙された。ジョージはロード・ハイ・アドミラルや五港長官といった名誉職に就いたが、1708年に死去した時点で存命の息子がおらず、爵位は廃絶した。

### 第3期
グレートブリテン国王ジョージ2世の三男ウィリアム・オーガスタス (1721-1765) は、1726年7月27日にグレートブリテン貴族であるオルダニー男爵、コーンウォール州におけるトレメイトン子爵、サリー州におけるケンニントン伯爵、ハートフォードシャーにおけるバークハムステッド侯爵、カンバーランド公爵に叙された。国王の次男には一般的にはヨーク公の称号が授けられており、ウィリアム・オーガスタスも夭逝したジョージ・ウィリアムを除くと国王の次男であるが、ヨーク公の爵位を所有していたアーネスト・オーガスタス（ジョージ2世の叔父、1728年没）が存命中だったため、ウィリアム・オーガスタスにヨーク公の爵位を授けることができなかった。ウィリアム・オーガスタスは軍人の道を歩み、デッティンゲンの戦い、フォントノワの戦い、カロデンの戦いに参戦した後、1757年にクローステル・ツェーヴェン協定を締結した廉で軍を引退せざるを得なかった。1765年に生涯未婚のまま死去したため、後継者がおらず爵位は廃絶した。

### カンバーランド＝ストラサーン公
1766年、ウェールズ公フレデリック・ルイスの息子でジョージ王子（後の国王ジョージ3世）の弟にあたるヘンリー・フレデリック (1745-1790) がカンバーランド＝ストラサーン公に叙されたが、一代で廃絶した。

### カンバーランド＝テヴィオットデイル公
1799年、ジョージ3世の五男アーネスト・オーガスタス (1771-1851) がカンバーランド＝テヴィオットデイル公に叙された。アーネスト・オーガスタスは1837年にエルンスト・アウグストとしてハノーファー王国の国王に即位し、1851年に死去すると息子ジョージ (1819-1878) がハノーファー王とカンバーランド＝テヴィオットデイル公を継承した。ハノーファー王国は1866年にプロイセン王国に併合されたが、ジョージはハノーファー王への請求を取り下げないまま1878年に死去、息子アーネスト・オーガスタスがハノーファー王への請求とカンバーランド＝テヴィオットデイル公を継承した。アーネスト・オーガスタスは1878年にガーター勲章を授与されたが、1915年5月13日に剥奪され、1919年3月28日には1917年称号剥奪法に基づく国王ジョージ5世の命令によりカンバーランド＝テヴィオットデイル公の爵位を剥奪された。『クラクロフト貴族名鑑』によると、アーネスト・オーガスタスの三男アーネスト・オーガスタス (1887-1953) の孫アーネスト・オーガスタス (1954-) は1917年称号剥奪法第2条に基づき、カンバーランド＝テヴィオットデイル公の回復を求めることができる。

## カンバーランド公一覧

### カンバーランド公（1644年）
- ルパート・オブ・ザ・ライン（1619年 - 1682年） - プファルツ選帝侯フリードリヒ5世とジェームズ1世の娘エリザベスの3男

### カンバーランド公（1689年）
- ジョージ・オブ・デンマーク（1653年 - 1708年） - デンマーク国王フレゼリク3世の次男、アン女王の王配

### カンバーランド公（1726年）
- ウィリアム・オーガスタス（1721年 - 1765年） - ジョージ2世の三男

### カンバーランド＝ストラサーン公（1766年）
- ヘンリー・フレデリック（1745年 - 1790年） - ウェールズ公フレデリック・ルイスの第6子、ジョージ3世の弟

### カンバーランド＝テヴィオットデイル公（1799年）
- アーネスト・オーガスタス（1771年 - 1851年） - ハノーファー王エルンスト・アウグスト（1837年 - 1851年）
- ジョージ（1819年 - 1878年） - ハノーファー王ゲオルク（1851年 - 1866年）
- アーネスト・オーガスタス（1845年 - 1923年） - ハノーファー王太子エルンスト・アウグスト
  - 1919年、1917年称号剥奪法により公位剥奪

## ギャラリー

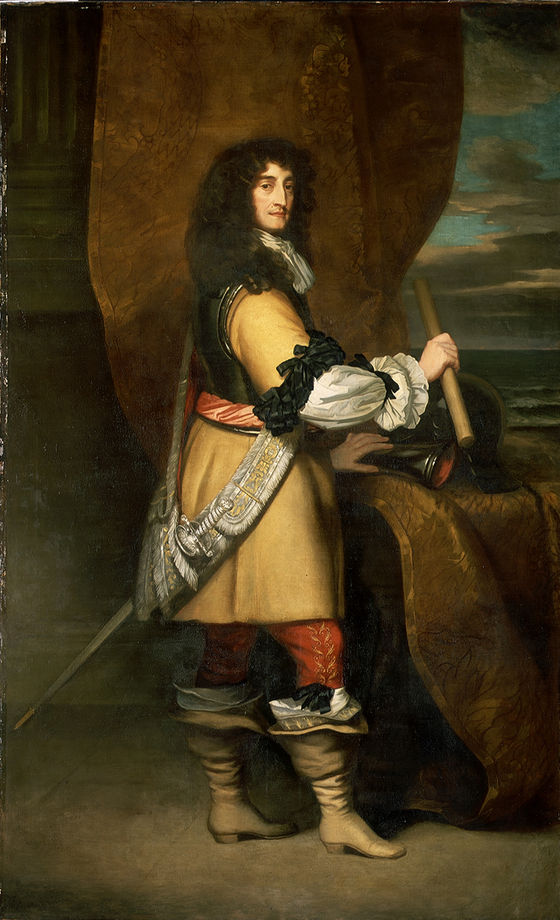
ルパート・オブ・ザ・ライン
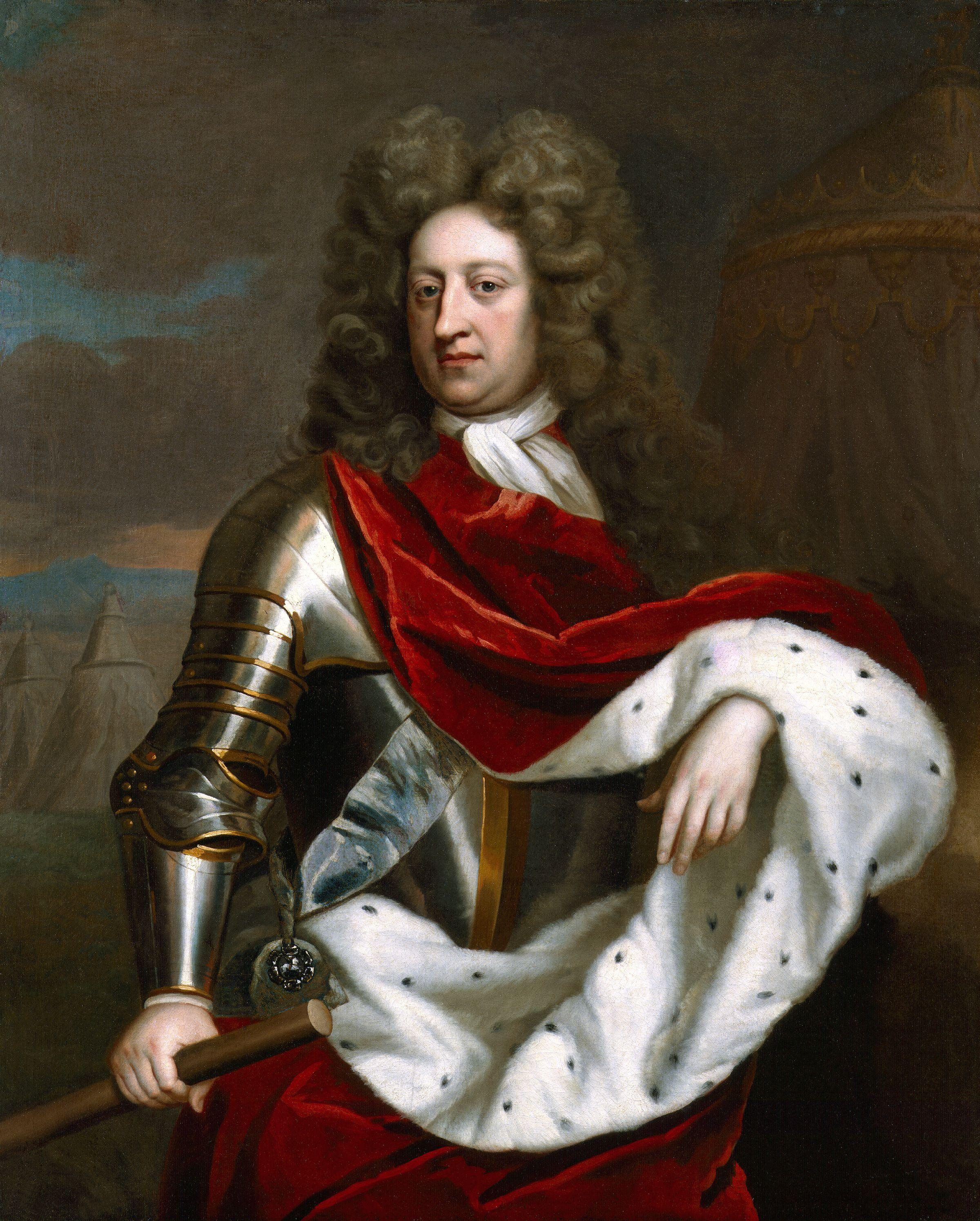
ジョージ・オブ・デンマーク
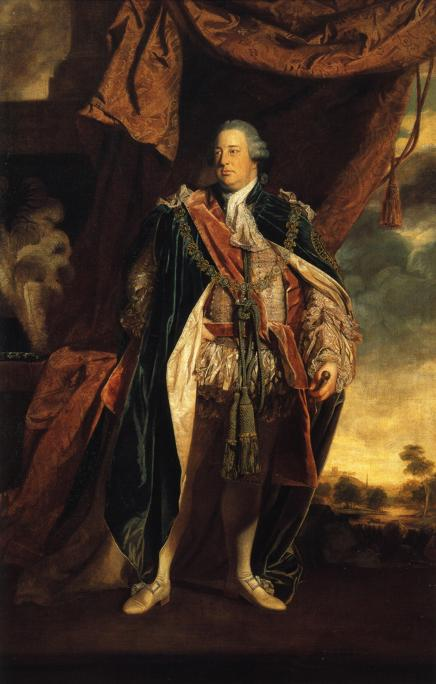
カンバーランド公ウィリアム・オーガスタス
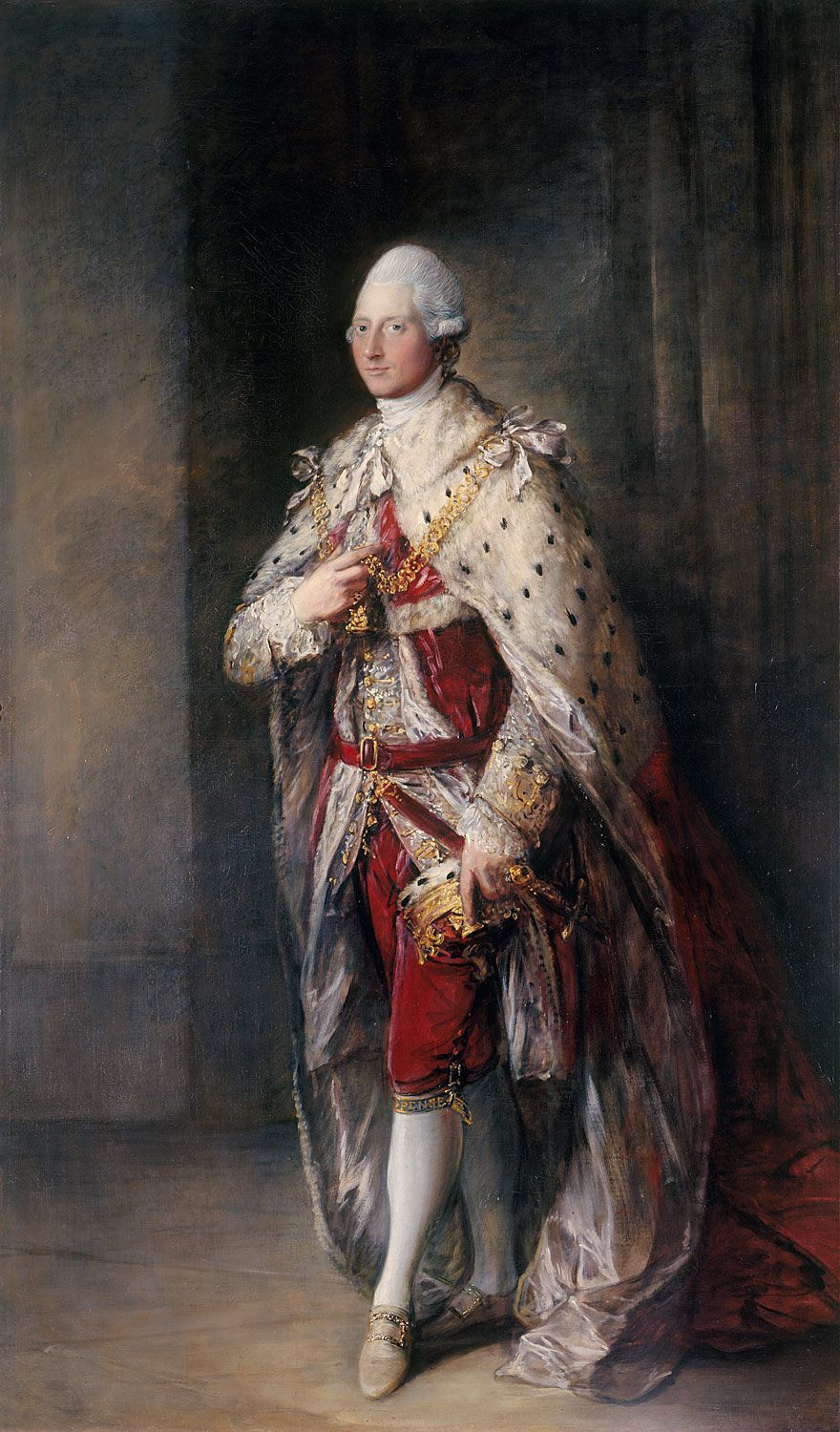
カンバーランド公ヘンリー・フレデリック
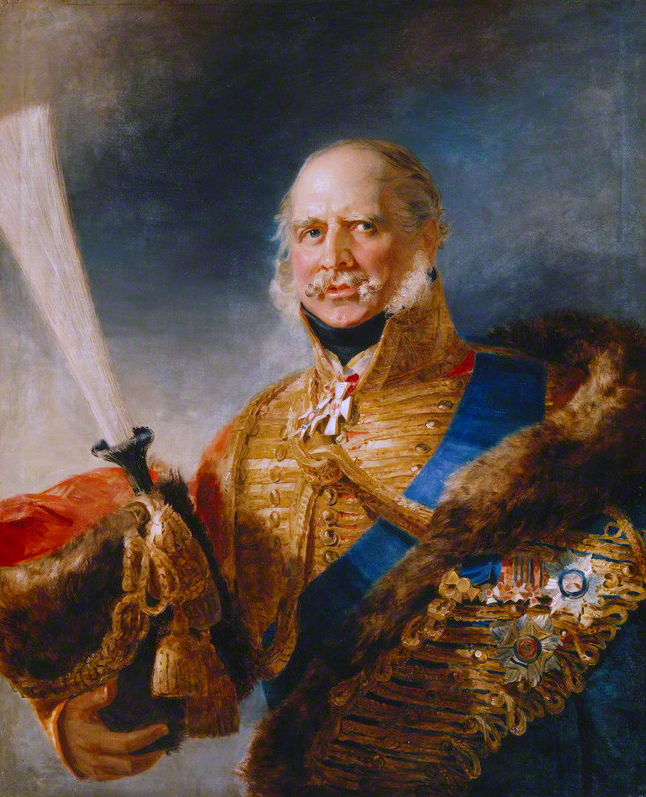
カンバーランド公アーネスト・オーガスタス